# Kup SR Jugoslavije u nogometu 2000./01.
Kup SR Jugoslavije u nogometu 2000./01. bila je deveta sezona nacionalnog kupa SRJ.
Pobjednik je bio Partizan koji je osvojio svoj deveti kup (6 Kupova SFRJ, 3 Kupa SRJ). Crno-bijeli su prekinuli niz Crvene zvezde od dva uzastopna naslova.
Zahvaljujući uspjehu, Partizan se plasirao u Kup UEFA 2001./02.

## Pravila
Ako utakmica završi neriješeno u regularnom vremenu, produžeci se igraju dva puta po 15 minuta. Ako rezultat ostane izjednačen i nakon produžetaka, pobjednik će biti odlučen izvođenjem kaznenih udaraca.

## Sudionici
21 član Prve lige SR Jugoslavije 1999./00. direktno se kvalificirao. Ostalih 11 ekipa (u žutom) plasiralo se kroz lokalne kupove.
| Rang         | Vojvodina                                                                                               | Središnja Srbija | Kosovo | Crna Gora                                                |
| ------------ | --- | --- | ------ | -------------------------------------------------------- |
| 1. rang      | - Hajduk Kula - Vojvodina                                                                               | - OFK Beograd - Crvena zvezda - Čukarički Beograd - Milicionar Beograd - Napredak Kruševac - Obilić Beograd - Partizan - Rad Beograd - Radnički Kragujevac - Radnički Niš - Sartid Smederevo - Zemun - Železnik Beograd |        | - Budućnost Podgorica - Sutjeska Nikšić - Zeta Golubovci |
| 2. rang      | - Budućnost B. Dvor - Mladost Apatin - Mladost Lukićevo - Proleter Zrenjanin - Spartak Subotica - Vrbas | - Borac Čačak - Hajduk Beograd - Mladost Lučani - Radnički Beograd - Sloga Kraljevo - Železničar Lajkovac |        | - Iskra Danilovgrad - Mogren Budva                       |
| Niži rangovi | | |        |                                                          |

## Šesnaestina završnice
| Domaći sastav       |   | Gostujući sastav    | Rezultat 9. rujna 2000. | Napomena               |
| ------------------- | - | ------------------- | ----------------------- | ---------------------- |
| Budućnost B. Dvor   | – | OFK Beograd         | 1:0                     | prekinuto u 89. minuti |
| Budućnost Podgorica | – | Železničar Lajkovac | 0:1                     |                        |
| Hajduk Beograd      | – | Crvena zvezda       | 0:1                     |                        |
| Iskra Danilovgrad   | – | Sartid              | 0:3                     |                        |
| Milicionar          | – | Sloga Kraljevo      | 6:0                     |                        |
| Mladost Apatin      | – | Sutjeska            | 3:0                     |                        |
| Mladost Lukićevo    | – | Radnički Niš        | 1:1 (8:7 pen.)          |                        |
| Mogren              | – | Hajduk Kula         | 0:0 (1:3 pen.)          |                        |
| Napredak Kruševac   | – | Radnički Kragujevac | 3:4                     |                        |
| Partizan            | – | Radnički Beograd    | 4:3                     |                        |
| Proleter Zrenjanin  | – | Obilić              | 0:1                     |                        |
| Vojvodina           | – | Spartak Subotica    | 7:0                     |                        |
| Vrbas               | – | Čukarički           | 0:0 (2:3 pen.)          |                        |
| Železnik            | – | Mladost Lučani      | 1:1 (5:3 pen.)          |                        |
| Zemun               | – | Borac Čačak         | 2:0                     |                        |
| Zeta                | – | Rad                 | 2:0                     |                        |

## Osmina završnice
| Domaći sastav       |   | Gostujući sastav | Rezultat 8. studenog 2000. |
| ------------------- | - | ---------------- | -------------------------- |
| Radnički Kragujevac | – | Zeta             | 2:4                        |
| Čukarički           | – | Zemun            | 3:2                        |
| Budućnost B. Dvor   | – | Milicionar       | 4:1                        |
| Mladost Lukićevo    | – | Partizan         | 0:5                        |
| Obilić              | – | Vojvodina        | 2:1                        |
| Železničar Lajkovac | – | Mladost Apatin   | 1:1 (2:4 pen.)             |
| Hajduk Kula         | – | Železnik         | 1:1 (5:3 pen.)             |
| Crvena zvezda       | – | Sartid           | 3:0                        |

## Četvrtzavršnica
| Domaći sastav     |   | Gostujući sastav | Rezultat 7. ožujka 2001. |
| ----------------- | - | ---------------- | ------------------------ |
| Mladost Apatin    | – | Zeta             | 3:1                      |
| Obilić            | – | Hajduk Kula      | 4:0                      |
| Budućnost B. Dvor | – | Crvena zvezda    | 1:1 (4:5 pen.)           |
| Partizan          | – | Čukarički        | 3:2                      |

## Poluzavršnica
| Domaći sastav |   | Gostujući sastav | Rezultat 11. travnja 2001. |
| ------------- | - | ---------------- | -------------------------- |
| Crvena zvezda | – | Mladost Apatin   | 3:2                        |
| Obilić        | – | Partizan         | 2:5                        |

## Završnica
| Domaći sastav |   | Gostujući sastav | Rezultat 9. svibnja 2001. |
| ------------- | - | ---------------- | ------------------------- |
| Crvena zvezda | – | Partizan         | 0:1                       |

| 9. svibnja 2001. |             |             |                                                                                           |
| Crvena zvezda    | 0:1         | Partizan    | Stadion Crvena zvezda, Beograd Broj gledatelja: 30.000 Sudac: Miroslav Radoman (Lovćenac) |
|                  | (izvještaj) | 65' S. Ilić | Stadion Crvena zvezda, Beograd Broj gledatelja: 30.000 Sudac: Miroslav Radoman (Lovćenac) |

| Crvena zvezda | Partizan |

|                  |  |                   |     |
|                  |  |                   |     |
| G                |  | Aleksandar Kocić  |     |
| V                |  | Saša Zorić        |     |
| B                |  | Milivoje Vitakić  |     |
| N                |  | Leo Lerinc        | 79' |
| B                |  | Nenad Lalatović   |     |
| B                |  | Goran Bunjevčević |     |
| B                |  | Ivan Gvozdenović  |     |
| V                |  | Dejan Ilić        | 74' |
| N                |  | Goran Drulić      |     |
| V                |  | Milenko Ačimovič  |     |
| V                |  | Mihajlo Pjanović  |     |
| Izmjene:         |  |                   |     |
| B                |  | Marjan Marković   | 74' |
| V                |  | Branko Bošković   | 79' |
| Trener           |  |                   |     |
| Slavoljub Muslin |  |                   |     |

|                    |  |                   |     |
|                    |  |                   |     |
| G                  |  | Radovan Radaković |     |
| B                  |  | Vuk Rašović       |     |
| B                  |  | Dragoljub Jeremić |     |
| B                  |  | Niša Saveljić     |     |
| B                  |  | Branimir Bajić    |     |
| V                  |  | Igor Duljaj       |     |
| V                  |  | Goran Trobok      |     |
| V                  |  | Vladimir Ivić     |     |
| V                  |  | Saša Ilić         |     |
| N                  |  | Miladin Bečanović |     |
| N                  |  | Ivica Iliev       | 75' |
| Izmjene:           |  |                   |     |
| V                  |  | Andrija Delibašić | 75' |
| Trener:            |  |                   |     |
| Ljubiša Tumbaković |  |                   |     |

## Poveznice
- Prva liga SR Jugoslavije 2000./01.
- Druga liga SR Jugoslavije 2000./01.

## Vanjske poveznice
- rsssf.org
- Former Yugoslav Soccer
- SISTEM TAKMIČENJA 2000.-2006.
- Jugoslavija - Detalji finala Kupa 1947.-2001.